# Arnór Atlason
Arnór Atlason (Akureyri, 23 de julho de 1984) é um handebolista profissional islandês, medalhista olímpico.
Arnór Atlason fez parte do elenco da inédita medalha de prata, em Pequim 2008.